# Klaus Badelt
Klaus Badelt (ur. 13 grudnia 1968 we Frankfurcie) – niemiecki kompozytor, znany ze swoich kompozycji filmowych.
Karierę kompozytora rozpoczął od tworzenia muzyki do filmów i reklam w Niemczech. W sumie napisał ponad 25 filmowych kompozycji, m.in. do Piratów z Karaibów: Klątwa Czarnej Perły.
Badelt współpracował z takimi twórcami muzyki filmowej jak Hans Zimmer czy Michael Kamen.

## Filmy z muzyką Klausa Badelta
- 1997−2000: The Hunger
- 1998: Tatort - Der zweite Mann
- 1998: Der Eisbär
- 2000: Mission: Impossible II (Mission: Impossible II)
- 2000: Droga do El Dorado (The Road to El Dorado)
- 2000: Tygrys i przyjaciele (The Tigger Movie)
- 2000: Na granicy światów (The Others)
- 2001: Hannibal
- 2001: Obietnica (The Pledge)
- 2001: Niezwyciężony (Invincible)
- 2001: Extreme Days
- 2002: Equilibrium
- 2002: Wehikuł czasu (The Time Machine)
- 2002: Teknolust
- 2002: K-19 (K-19: The Widowmaker)
- 2003: Beat the Drum
- 2003: Manfast
- 2003: Sekcja 8. (Basic)
- 2003: Rekrut (The Recruit)
- 2003: Piraci z Karaibów: Klątwa Czarnej Perły (Pirates of the Caribbean: The Curse of the Black Pearl)
- 2003: Teściowie (The In-Laws)
- 2003: Ned Kelly
- 2004: Kobieta-Kot (Catwoman)
- 2005: Constantine
- 2005: Die Bluthochzeit
- 2005: Przysięga (Wu ji)
- 2006: Ultraviolet
- 2006: Annapolis
- 2006: Posejdon (Poseidon)
- 2006: 16 przecznic
- 2006: Ciekawski George (Curious George)
- 2007: Operacja Świt (Rescue Dawn)
- 2007: Przeczucie (Premonition)
- 2007: Wojownicze Żółwie Ninja (Teenage Mutant Ninja Turtles)
- 2008: Łowcy Smoków (Chasseurs de dragons)
- 2008: Dla niej wszystko
- 2009: Solomon Kane
- 2009: Mikołajek (Le petit Nicolas)
- 2011: Piraci z Karaibów: Na nieznanych wodach
- 2011: 1920. Wojna i miłość (odcinki 6,7,8,9 i 13)
- 2012: 30° couleur
- 2012: Asterix i Obelix: W służbie Jej Królewskiej Mości